# Atrakcyjność fizyczna

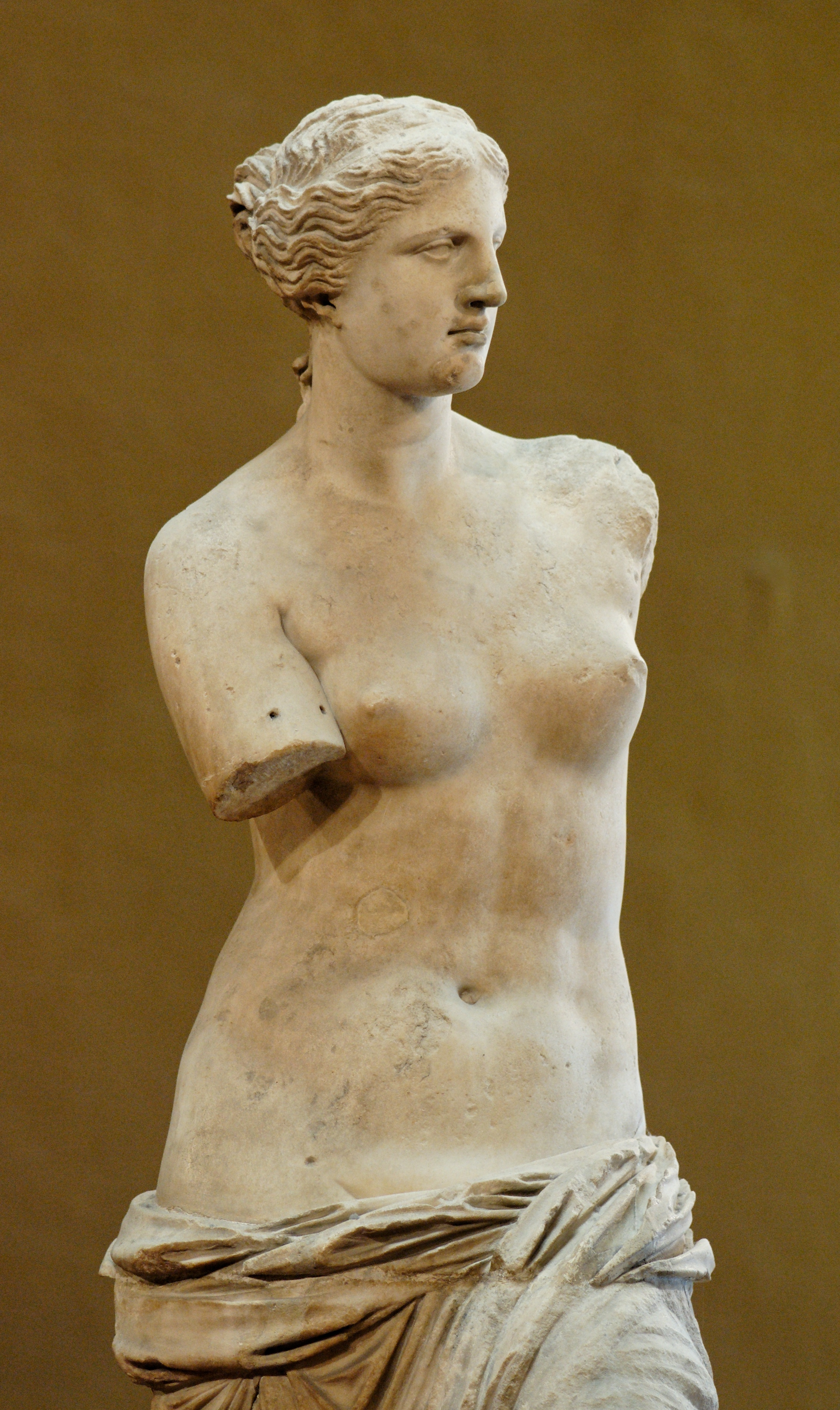
Wenus z Milo w Luwrze jest uważana za klasyczną wizję piękna, jednak jeden z ekspertów stwierdził, że jej „niemal matroniczna reprezentacja” miała raczej oddawać „imponujący wygląd” niż „idealne piękno kobiety”.

Atrakcyjność fizyczna – zakres, w jakim cechy fizyczne danej osoby są uważane za estetyczne lub piękne. Termin ten często zakłada atrakcyjność seksualną lub pożądanie, ale może być również odrębny od któregokolwiek z nich. Istnieje wiele czynników, które wpływają na atrakcyjność jednej osoby dla drugiej, a aspekty fizyczne są jednym z nich. Atrakcja fizyczna zawiera w sobie uniwersalne percepcje wspólne dla wszystkich kultur ludzkich, takie jak symetria twarzy, uwarunkowania społeczno-kulturowe oraz osobiste preferencje unikalne dla danej jednostki.
Wygląd jest jednym z ważniejszych czynników, decydujących o zachowaniu wobec drugiej osoby. Wpływa także na przypisywanie ludziom określonych cech osobowości oraz sposób przewidywania ich zachowań w przyszłości.
Wyobrażenie o cechach urodziwej i brzydkiej osoby pojawiające się w umyśle sprawia, że nieświadomie modyfikujemy swoje zachowania tak, aby potwierdzić owo wyobrażenie. Staje się to jedną z przyczyn spełniania się tych oczekiwań.

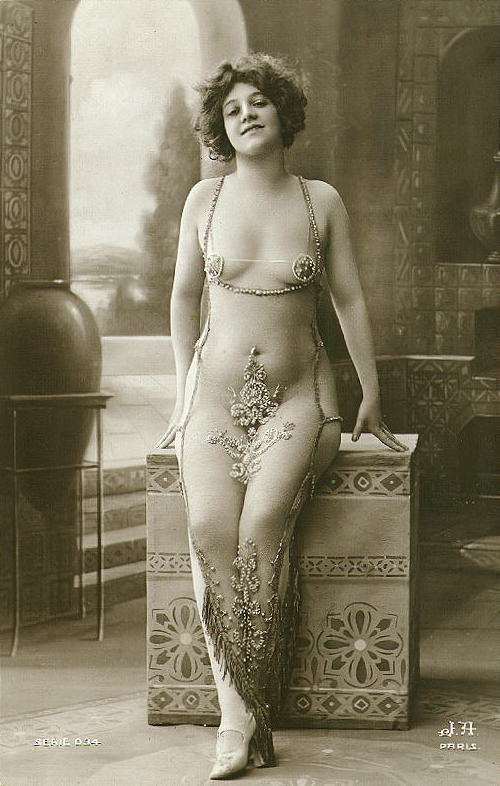
Francuska pocztówka z lat 1910. z orientalizującą sceną

Atrakcyjność fizyczna jest silną determinantą sympatii i lubienia, obok podobieństwa, szczerości, częstości kontaktów i innych. Odgrywa ważną rolę zwłaszcza w początkowych fazach tworzenia się związków. Dotyczy to miłości, ale także przyjaźni.

## Obiektywność pojęcia urody
Część osób jest przekonana, że oceniając urodę człowieka odwołuje się do indywidualnych preferencji i wyobrażeń. W związku z tym próby opisania cech wyglądu, które są trwale związane z atrakcyjnością fizyczną nie mają sensu.
Okazuje się jednak, że w większości przypadków ludzie trafnie oceniają to, czy dana osoba (np. na fotografii) będzie się innym podobać. Oznacza to, że ludzie znają „wzorzec urody”, obowiązujący i powszechny w danej kulturze w danym czasie. Metaanaliza badań przeprowadzonych na przestrzeni 67 lat wykazała również wysoką (objaśniającą 88% wariancji, r² = 0,94) zgodność międzykulturową.
Ponadto indywidualne preferencje w zakresie atrakcyjności fizycznej są bardzo podobne i wykazują wiele cech wspólnych. Pewni mężczyźni podobają się zarówno mężczyznom, jak i kobietom, a kobiety wyglądające w określony sposób podobają się także obu płciom. Oznacza to, że wzory kobiecej i męskiej urody są powszechne w danej społeczności – znakomita większość jej członków zgadza się co do tego, jaka osoba uchodzi za atrakcyjną. Odziedziczalność atrakcyjności fizycznej szacuje się na 50–70%, a do jej trafnej oceny wystarczają 33 milisekundy.

## Wzór męskiej urody

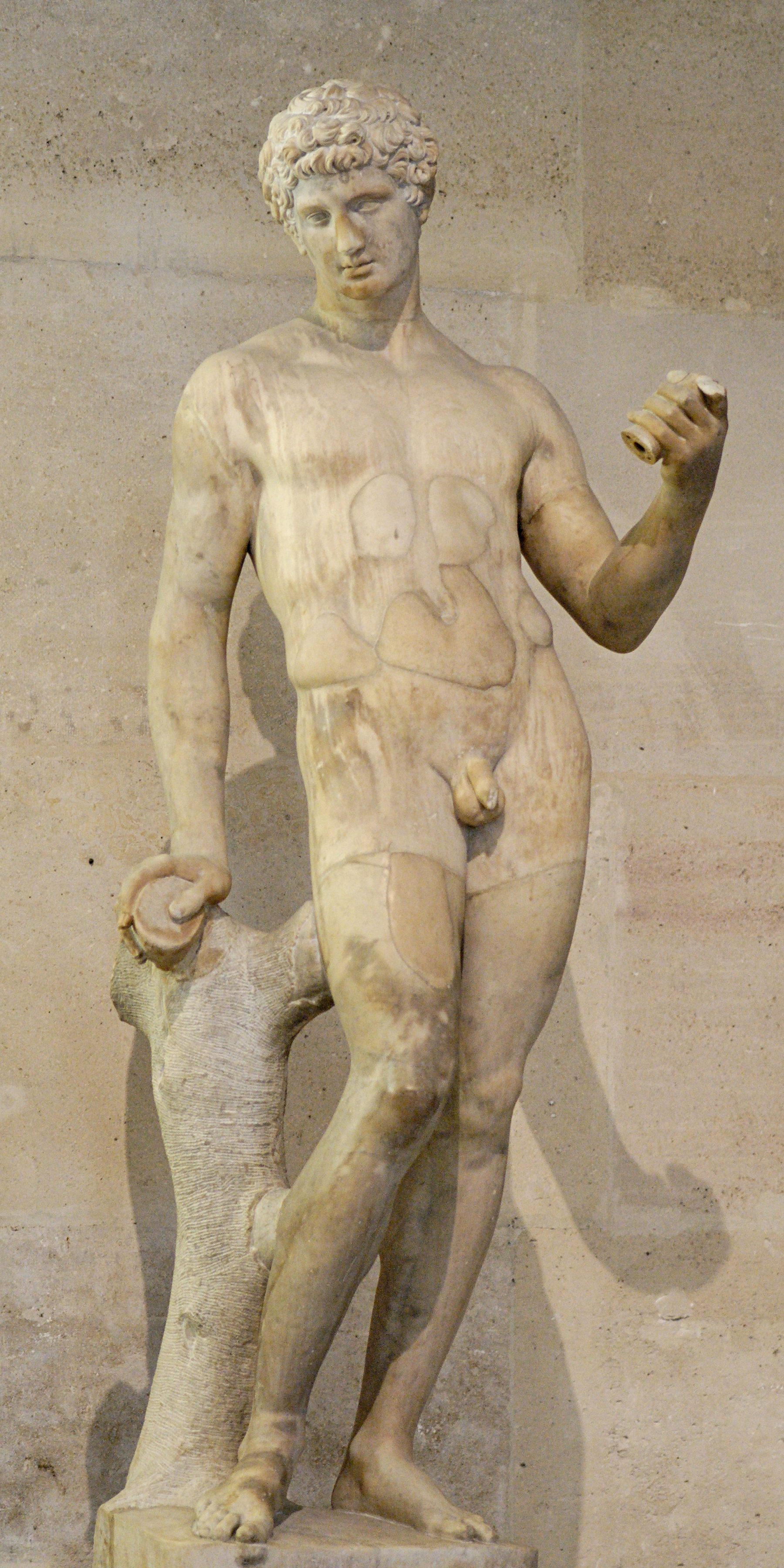
Adonis odrestaurowany i uzupełniony przez Francois Duquesnoy, wcześniej w kolekcji kardynała Mazarina (Muzeum Luwru).

Istnieją cechy wyglądu trwale związane z atrakcyjnością fizyczną. Powtarzają się one we wszystkich kulturach i nie zmieniają się ze względu na epokę – to cechy uniwersalne. Ludzie z różnych kultur trafnie oceniają atrakcyjność przedstawicieli innych ras (np. przedstawionych na zdjęciach). Jednak pewne cechy wyglądu związane są z atrakcyjnością jedynie w określonej kulturze lub w określonej epoce.
Wzór męskiej atrakcyjności zmienia się wolniej w porównaniu ze wzorcem urody kobiecej. Mężczyzna atrakcyjny w jednej kulturze będzie prawdopodobnie postrzegany jako atrakcyjny w innej. Osiemdziesiąt lat temu i dzisiaj bardzo podobni mężczyźni uchodzili za przystojnych.
Cechy wyglądu związane z atrakcyjnością fizyczną mężczyzny:
- Symetryczna twarz i symetryczne ciało – asymetria ciała i twarzy może być informacją o chorobach. Wiadomo także, że wraz z wiekiem rośnie asymetria budowy ciała – twarze i ciała ludzi starych są znacznie bardziej asymetryczne niż młodych.
- Czysta, zdrowa skóra – oznaka zdrowia.
- Wzrost[11] – jest silnie skojarzony z autorytetem; na przykład mężczyzna przedstawiony jako „profesor Kowalski” wydaje się ludziom wyższy (przeciętnie o 6 cm) niż mężczyzna przedstawiony jako „pan Kowalski”. Kobiety wydają się być bardziej wrażliwe na postawę wyprostowaną niż na wzrost, chociaż oba są elementami atrakcyjności. Wydaje się to wiązać z preferencją dla mężczyzn, którzy poprzez swoją postawę prezentują pewność siebie, siłę fizyczną i dużą wytrzymałość. Niedawne badania wykazały, że kobietom bardziej podobają się mężczyźni średniego wzrostu, gdy biorą pod uwagę długoterminowe zaangażowanie, podczas gdy przy podejściu krótkoterminowym preferowani są mężczyźni wyżsi[12]. Preferencje kobiet zależą również od fazy cyklu miesiączkowego, przy czym wyżsi mężczyźni wydają się im bardziej atrakcyjni w czasie dni płodnych[13].
- Niska różnica między talią i biodrami oraz duża różnica między talią a barkami – wąskie biodra w stosunku do talii, a także węższe niż barki związane są z obecnością męskiego hormonu płciowego – testosteronu.
- Zdrowe zęby – cechy twarzy mężczyzny, które sugerują jego dojrzałość, zdrowie i dominację kojarzone są z atrakcyjnością.
- Duży podbródek – zarysowuje się w okresie dojrzewania.
- Płaski brzuch.
- Jędrne pośladki.
- Wyraziste oczy.

Pierwsze dwie cechy wyglądu są uniwersalne, związane z atrakcyjnością we wszystkich kulturach, u obu płci.
Wykazano, że kobiety preferują bardziej umięśnionych mężczyzn w czasie dni płodnych cyklu miesiączkowego, a mężczyzn o bardziej „kobiecych” cechach w trakcie reszty cyklu. To zróżnicowanie przemawia za hipotezą, która zakłada ewolucyjną korzyść dla kobiet, które raczej wybierają na ojców mężczyzn, którzy są bardziej umięśnieni niż nawet najlepszych opiekunów.
Jeśli wszystkie inne cechy wyglądu pozostają bez zmian, to na atrakcyjność fizyczną mężczyzny nie mają wpływu: włosy (kolor, gęstość ani długość), usta, zarost, wielkość mięśni ani rozmiar penisa. Pewne badania sugerują, że pot mężczyzny może pełnić rolę feromonu. Niekiedy spotyka się przekonanie, że dłonie mężczyzny są ważnym atrybutem atrakcyjności, brak jednak systematycznych badań, które potwierdziłyby to mniemanie.

## Wzór urody kobiecej

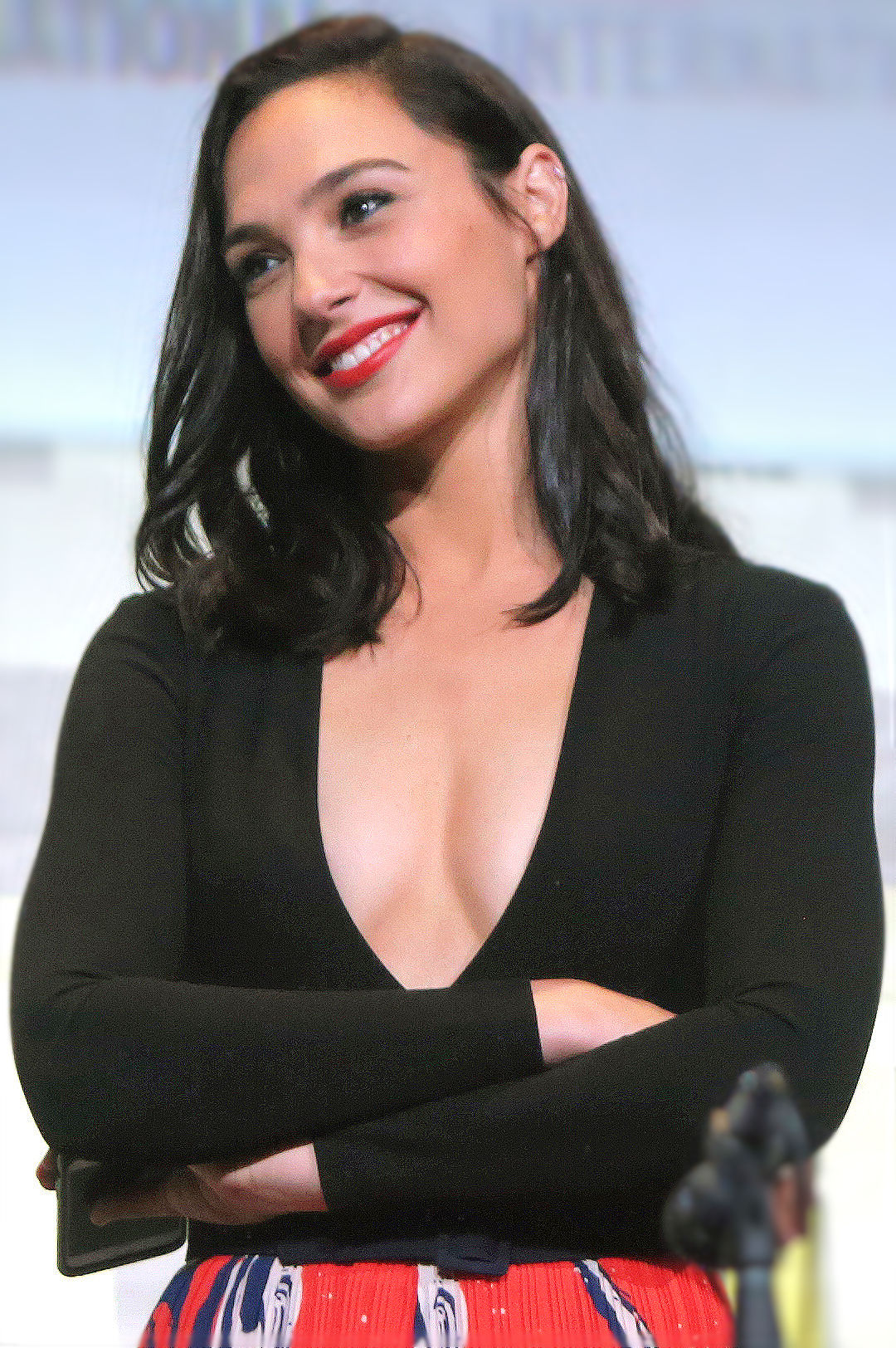
Gal Gadot, najseksowniejsza kobieta 2017 roku według FHM

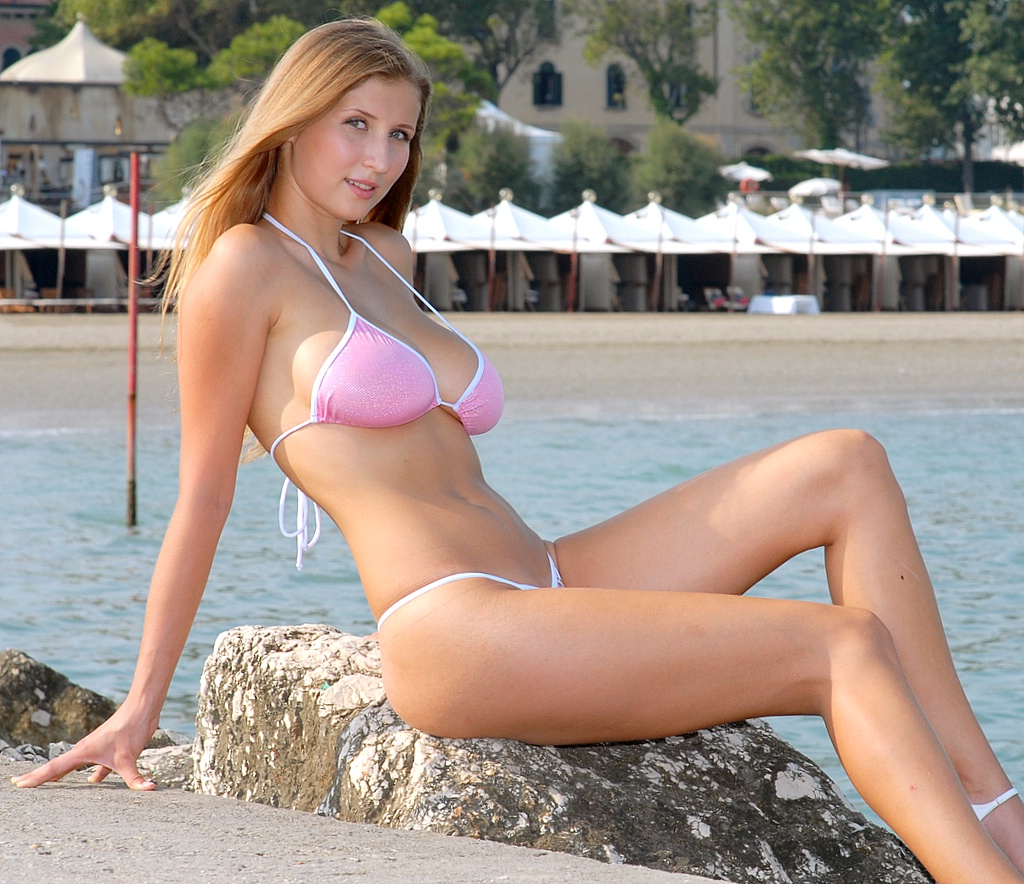
Długie nogi, zaokrąglone biodra, wyraźne piersi, symetryczne ciało i twarz – czynniki silnie skorelowane z urodą kobiety

### Kultura zachodnia
Cechy wyglądu kobiety związane z postrzeganiem jej jako atrakcyjnej fizycznie:
- Zgrabne pośladki – tę część kobiecego ciała większość mężczyzn uważa za najatrakcyjniejszą[17].
- Symetryczna twarz i symetryczne ciało. Znaczenie może mieć, że u kobiet asymetria części ciała (związana z objętością tkanek miękkich) jest najmniejsza w trakcie owulacji[18].
- Czysta, zdrowa skóra – gładka bez pryszczy czy wyprysków, bez zmarszczek, łupieżu itp. Mężczyźni we wszystkich (lub prawie wszystkich) kulturach preferują kobiety o jaśniejszej skórze od przeciętnej.
- Długie nogi – w dziecięcych proporcjach budowy ciała nogi są znacząco krótsze w stosunku do tułowia niż u ludzi dorosłych; jedna z hipotez głosi, że jest to związane z częstymi upadkami dzieci, w związku z czym krótkie nogi łagodzą skutki takich upadków; wydłużenie się kończyn w stosunku do tułowia pojawia się w okresie dojrzewania, zatem długie nogi są objawem dojrzałości płciowej, co jest postrzegane jako atrakcyjne.
- Zaokrąglone biodra – badacze odkryli, że dla postrzeganej atrakcyjności ważny jest stosunek obwodu talii do obwodu bioder (WHR), nie zaś sama szerokość bioder; za najatrakcyjniejsze uważane są kobiety, których WHR wynosi 0,7; znaczne odstępstwa od tej wartości obniżały atrakcyjność fizyczną. Mimo że Miss Ameryki jest z roku na rok coraz szczuplejsza, to proporcje talii do bioder pozostają od kilkudziesięciu lat niezmienione; także pierwsze operacje plastyczne polegały m.in. na usuwaniu dolnych żeber w celu poprawienia wcięcia w talii; kobiece proporcje budowy bioder związane są z ilością żeńskich hormonów płciowych produkowanych przede wszystkim przez jajniki – estrogenów[19]; wcięcie w pasie rośnie wraz ze stężeniem tych hormonów w okresie dojrzewania; kobiety o takich proporcjach mają także mniej poronień, mniej kłopotów z zajściem w ciążę, rzadziej chorują na nowotwory jajników i piersi oraz szybciej dojrzewają[20]; prawdopodobnie więc postrzeganie jako atrakcyjnego takiego właśnie ciała kobiety przyczyniało się do sukcesu reprodukcyjnego (zobacz więcej: sekcja Interpretacje). Kobieta z nadmiernie podniesionym poziomem męskich hormonów płciowych – androgenów może mieć problemy z trądzikiem, a także mieć męski typ owłosienia (m.in. włosy w okolicy brody)[21]. Takie cechy sprawiają, że kobieta jest ogólnie postrzegana jako mniej atrakcyjna fizycznie.
- Młodość – atrakcyjna kobieta to młoda kobieta; wszelkie cechy wyglądu i zachowania, które związane są z młodością: sprężysty krok, różowa skóra bez zmarszczek, błyszczące oczy, lśniące włosy, wigor – podnoszą atrakcyjność.
- Przeciętna twarz – badania dowiodły[22][23][24], że najbardziej atrakcyjne są twarze typowe, bliskie przeciętnym wymiarom. Np. jeśli 32 zdjęcia różnych twarzy nałoży się na siebie i w ten sposób wypreparuje „przeciętną twarz”, to będzie ona najprawdopodobniej oceniana jako ładniejsza niż te wszystkie, które się na nią złożyły[25]. O tym, że twarze typowe są atrakcyjne, świadczy także fakt o wiele częstszego mylenia między sobą twarzy ładnych niż brzydkich. Brzydkim można być na wiele sposobów, zaś urodziwe twarze są do siebie bardzo podobne. Skłonność do postrzegania jako atrakcyjnych cech o przeciętnym nasileniu dotyczy nie tylko twarzy. Skrajne natężenie jakiejś cechy lub jej zupełna nieobecność obniża atrakcyjność. W genetyce pojęciem oznaczającym dobieranie się zwierząt w pary z preferencją dla przeciętności jest koinofilia. Z kolei badanie przeprowadzone przez Davida Perretta wskazuje na to, że przeciętność niekoniecznie musi dawać najlepszy obraz tego, co najbardziej atrakcyjne; okazało się, że najbardziej atrakcyjne kobiety różnią się nieznacznie pewnymi cechami od średniej populacyjnej[24]. Cechy, które je wyróżniają, to: mniej wydatne szczęki, oczy większe w proporcji do całej twarzy oraz mniejsza odległość od ust do podbródka. Jest to wygląd twarzy wyglądającej na młodszą niż przeciętna[26] i to stwierdzenie jest prawdopodobnie prawdziwe również dla innych kultur. Najbardziej atrakcyjne kobiety posiadają również mniejsze nosy.
- Gęste włosy – łysienie jest u mężczyzn cechą dominującą, u kobiet zaś recesywną. Gęste włosy odczytywane mogą być jako oznaka „pełnej kobiecości”, podobnie jak łysienie może być oznaką męskości – zarówno mężczyźni łysi, jak i gęsto owłosieni mogą być postrzegani jako atrakcyjni.
- Pełne usta – istnieje mit, jakoby kobiety o mięsistych ustach były namiętne, te o wąskich ustach postrzegane są jako oziębłe.
- Mały nos i duże oczy sprawiają, że twarz nabiera wyglądu dziecięcego. Jedna z prób wyjaśnienia związku tych cech wyglądu z atrakcyjnością głosi, że w toku ewolucji mężczyźni „nauczyli się” wiązać z kobietami wiernymi, bowiem inaczej wychowywali nie swoje potomstwo, co przyczyniało się do „wymarcia” własnych genów. W związku z tym niewinny, dziecięcy wyraz twarzy (pełne usta, duże oczy, mały nosek) jest kojarzony z uległością, pasywnością, podporządkowaniem, niesamodzielnością i brakiem dominacji[27]. Innym przykładem w zachodnich społeczeństwach wskazującym na preferowanie młodzieńczych cech u kobiet jest stosowanie depilacji[28].
- Wydatne piersi – istnieje kilka hipotez (raczej o charakterze spekulacyjnym), próbujących wyjaśnić, dlaczego piersi postrzegane są jako atrakcyjne. Oto kilka z nich:
  - Desmond Morris sugeruje, że piersi są efektem ewolucji mającej na celu zwrócenie uwagi mężczyzn na górne partie ciała kobiet i zachęcenie do uprawiania seksu twarzami do siebie. Gdy ludzie przybrali wyprostowaną, dwunożną postawę, to z przodu ciała kobiety nie było atrybutów seksualnych (w postawie czworonożnej były to pośladki). W związku z tym wykształciły się odpowiednie drugorzędowe cechy płciowe. Zgodnie z tą myślą piersi mają imitować pośladki.
  - Psychoanalitycy uważają, że piersi są przez mężczyzn postrzegane jako atrakcyjne, bowiem kojarzą się z karmieniem przez matkę. Ściślej uzasadnia to antropolog Bobbi Low, który uważa, że piersi wytworzyły się jako fałszywy sygnał, sugerujący samcom, że samica jest dobrze zaopatrzona w składniki pokarmowe (mleko) dla przyszłego potomstwa.
  - Wydatne piersi są objawem dojrzałości płciowej i płodności, dlatego nadają ciału wygląd atrakcyjny (zobacz więcej: sekcja Interpretacje).
  - Piersi stanowią informację o tym, że kobieta jest wystarczająco zaopatrzona w tłuszcz konieczny, by przetrwać ciążę.
- Wzrost – ma znaczenie u kobiet, chociaż mniejsze niż u mężczyzn. Mężczyźni wykazują większą preferencję w kierunku kobiet o niższym od siebie wzroście. Badania wykazały również, że kobiety o wzroście poniżej średniej osiągają większy sukces reprodukcyjny[29]. Przewaga niższego wzrostu może polegać na tym, że jest postrzegana jako cecha młodości, a takie cechy u kobiet są dla mężczyzn bardziej atrakcyjne[30]. Innym możliwym wytłumaczeniem jest to, że niższe kobiety wcześniej osiągają dojrzałość płciową[29].

Pierwsze dwie cechy związane są z urodą we wszystkich kulturach i niezależnie od epoki. Traktowane są jako oznaki zdrowia fizycznego.
Nie wykryto istotnego związku między atrakcyjnością fizyczną kobiety a kolorem czy długością włosów. Przekonanie o tym, że blondynki są bardziej atrakcyjne niż np. brunetki lub szatynki (jeśli wszystkie inne cechy wyglądu są niezmienione) jest mitem. Dla urody kobiet nie ma znaczenia także wygląd zębów, poza skrajnymi przypadkami.
Obniżające atrakcyjność cechy wyglądu, które kojarzone są z chorobą lub starością – niesymetryczna budowa ciała i twarzy, szara skóra, zmarszczki itp.

### Inne kultury

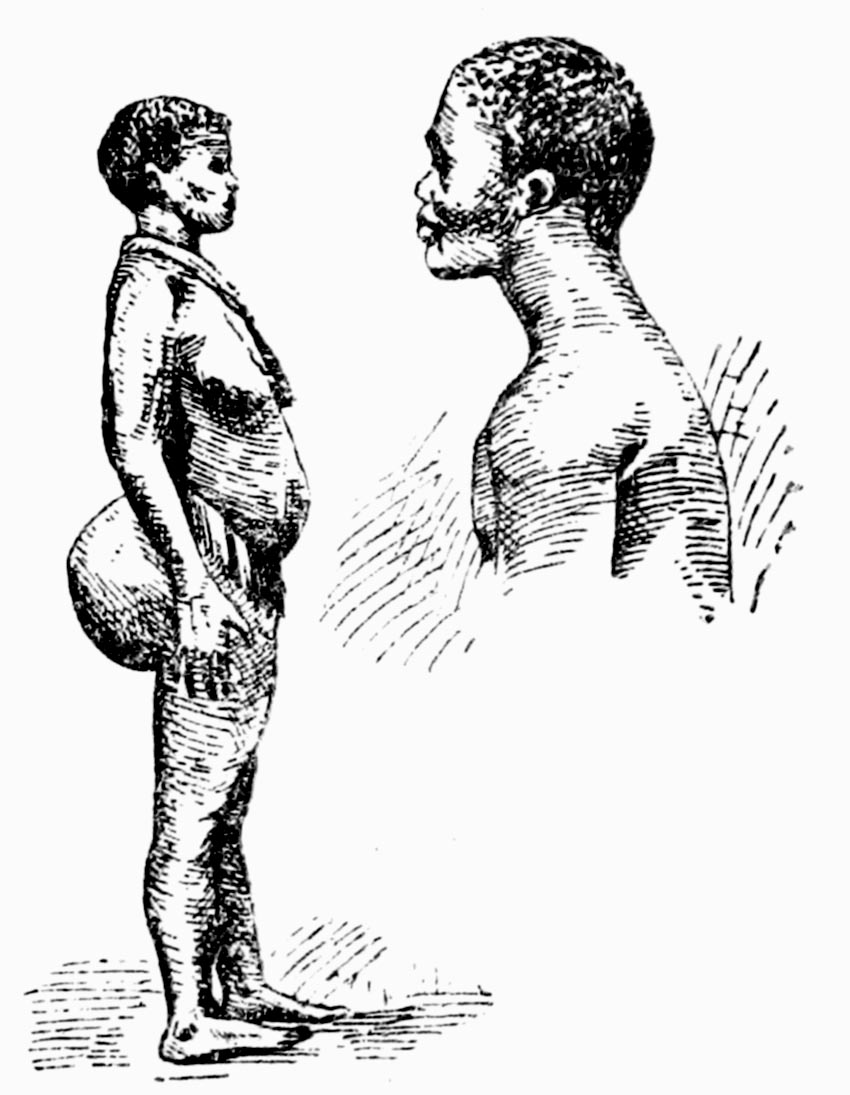
Steatopygia u hotentockiej kobiety (szkic z 1900 r.)

Rubens Trzy gracje: barokowy ideał urody

Wzór żeńskiej urody jest silnie zmienny kulturowo. Zmienia się także wraz z modą i upływem czasu.
W wielu kulturach (także zachodniej) dochodzi do celowego deformowania ciała w taki sposób, aby pasowało do obowiązujących wzorców urody – opalanie, piercing, gorsety, tatuaże, odsysanie tłuszczu, operacje plastyczne, wstrzykiwanie substancji porażających mięśnie (np. jad kiełbasiany), co prowadzi do czasowego ukrycia zmarszczek itp.
Chińczycy krępowali dziewczynkom stopy w specjalny sposób (zobacz: krępowanie stóp), Majowie deformowali czaszki i wywoływali zeza, Aborygeni australijscy łamali sobie nosy, liczne plemiona afrykańskie deformują ciało, dzięki czemu staje się ono „piękniejsze”.
W ubogich społeczeństwach, gdzie większość ludzi jest chuda lub szczupła, krągłe kształty postrzegane są jako atrakcyjne. W kulturach sytych jako atrakcyjne są postrzegane raczej szczupłe sylwetki.

## Zapach
Bodźce zapachowe wpływają na postrzeganie atrakcyjności. Prawie zawsze silne zapachy ciała uwalniane przez osoby bardzo spocone lub takie, które rzadko się myją, są uważane za nieatrakcyjne (z rzadkimi wyjątkami pewnych fetyszy). Jednak zapach ludzkiego ciała do momentu, w którym nie osiągnął poziomu, który jest odczuwany jako nieprzyjemny, jest często uważany za czynnik atrakcyjności fizycznej. Podobnie jak u innych zwierząt, feromony mają znaczenie u człowieka, chociaż mniejsze i mogą być odbierane przez innych jako atrakcyjne seksualnie.
Często przyjemnie pachnące perfumy są używane jako zachęta dla osób płci przeciwnej do głębszego wdychania powietrza otaczającego osobę, która ich używa. W ten sposób zwiększa się prawdopodobieństwo, że feromony również będą wdychane. Istnieje wiele sklepów internetowych oferujących feromony i zapewniających w reklamach o osiągnięciu dzięki nim sukcesu, ale ich znaczenie w ludzkich relacjach jest szeroko dyskutowane i prawdopodobnie ograniczone, chociaż wydaje się mieć pewne znaczenie
U ludzi występuje słabo rozwinięty narząd przylemieszowy, którego stymulacja aerozolem zawierającym pochodne hormonów sterydowych wywołuje reakcje fizjologiczne, które są kontrolowane przez autonomiczny układ nerwowy i oś podwzgórzowo-przysadkową, co świadczy o występowaniu sygnalizacji poza ludzką świadomością. Kathleen Stern i Martha K. McClintock wykazały także, że feromony jednych kobiet wpływają na wydzielanie hormonów u innych kobiet i dlatego u kobiet mieszkających razem często dochodzi do synchronizacji cykli owulacyjnych.
Claus Wedekind wykazał z kolei, że dla kobiet najbardziej atrakcyjny jest taki zapach mężczyzn, który najmniej przypomina ich własny. Sytuacja jest odwrotna u kobiet biorących tabletki antykoncepcyjne. W badaniu przeprowadzonym pod kątem głównego układu zgodności tkankowej (MHC) okazało się, że kobietom wydawały się bardziej atrakcyjne zapachy mężczyzn, których MHC było najmniej podobne do ich własnego. Ma to uzasadnienie w kontekście ewolucji, gdyż może się przyczyniać do unikania chowu wsobnego.

## Teorie wyboru cech atrakcyjnych
Istnieją trzy teorie na temat tego, dlaczego akurat te, a nie inne cechy wyglądu są postrzegane jako atrakcyjne.

### Psychologia ewolucyjna

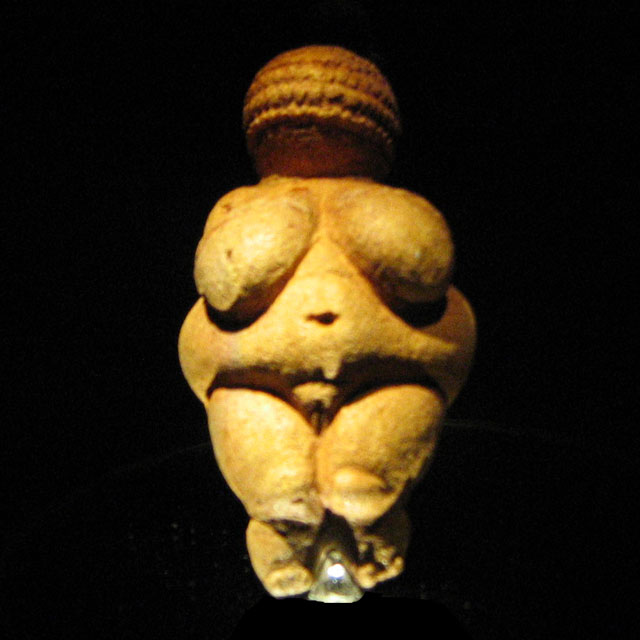
Wenus z Willendorfu
~23 tys. lat p.n.e.

Podstawowym założeniem psychologii ewolucyjnej jest przekonanie, że zachowania są produktem doboru naturalnego, podobnie jak cechy morfologiczne.
W toku rozwoju gatunku ludzkiego zarówno kobiety, jak i mężczyźni podlegali doborowi płciowemu – dążyli do podniesienia swoich szans reprodukcyjnych. Oznaczało to rywalizację z innymi przedstawicielami własnej płci o dostęp do osobników płci przeciwnej. Zwycięzcy w tej rywalizacji, a więc osobniki najbardziej atrakcyjne dla drugiej płci, mieli większe szanse przekazać swoje geny i związane z nimi preferencje. Na przykład kobieta, która wiązała się ze sprawnym i zasobnym mężczyzną, miała szanse utrzymać przy życiu więcej potomstwa.
Różnice w preferencjach seksualnych kobiet i mężczyzn są związane także z nierównymi nakładami rodzicielskimi. Ze względu na ciążę i laktację kobiety były znacznie bardziej obarczone nakładami rodzicielskimi. Dla mężczyzny inwestycja rodzicielska może się sprowadzić właściwie do zapłodnienia. W wyniku tych różnic kobiety i mężczyźni wytworzyli inne strategie pozyskiwania partnera i inne cechy drugiej płci postrzegają jako atrakcyjne.
Te cechy wyglądu mężczyzny, które kojarzone mogą być ze zdolnościami do gromadzenia, dostarczenia i dzielenia się zasobami są przez kobiety traktowane jako pożądane. Dlatego cechy wyglądu mężczyzny kojarzące się z siłą i sprawnością fizyczną, zdolnością do obrony, dominacją oraz zdrowiem są postrzegane jako pociągające.
Generalnie kobiety poszukują u mężczyzny raczej zasobów materialnych oraz skłonności do dzielenia się tymi zasobami niż urody i młodości. To sprawia, że związek między atrakcyjnością mężczyzny a jego wyglądem jest zdecydowanie słabszy niż w przypadku kobiet. Mężczyzna atrakcyjny to niekoniecznie mężczyzna atrakcyjny fizycznie. Potwierdza to bardzo wiele badań – kobiety zainteresowane są zwłaszcza mężczyznami zasobnymi i tym, co może sprawić, że będą zasobni (ambicja, pracowitość, siła, inteligencja itp.).
Ze względu na mniejsze inwestycje rodzicielskie mężczyzn oraz zdolność do zapłodnienia bardzo wielu kobiet w krótkim czasie, mężczyźni kształtowali się pod ewolucyjną presją poszukiwania kobiet przede wszystkim płodnych. Dlatego cechy wyglądu kobiety, które świadczą o płodności są postrzegane jako atrakcyjne: odpowiedni poziom hormonów płciowych (zaokrąglone biodra, gęste włosy, piersi), zdrowie (zdrowa skóra, symetryczność budowy), wierność i niewinność (duże oczy, mały nosek, co nadaje dziecięcy wyraz twarzy i sugeruje submisję oraz zależność), dojrzałość płciowa (długie nogi, piersi, zaokrąglone biodra), ale z drugiej strony młody wiek.
Oparty na hipotezie Hamiltona–Zuk i teorii sygnalizacji paradygmat ewolucyjny głosi, że atrakcyjne osobniki cechują się lepszym zdrowiem i wyższą odpornością od nieatrakcyjnych, co u ludzi zostało podane w wątpliwość w serii niezależnych badań.

### Socjalizacja kobiet i mężczyzn
Socjalizacja przebiega odmiennie dla obu płci już od najwcześniejszych godzin życia. Rodzice noworodków, dobranych tak, aby obiektywnie nie różniły się siłą, wagą urodzeniową, koordynacją, wypowiadają się o nich inaczej, jeśli jest to dziewczynka, a inaczej, jeśli jest to chłopiec. Rodzice chłopca są skłonni mówić o nim „dziarski, silny, o dobrej koordynacji”, a rodzice dziewczynki „delikatna, piękna, słaba i mała”. Młodzi rodzice obserwując na ekranie obce dziecko bawiące się zabawką, z której nagle coś wyskakuje, „widzą” na twarzy tego dziecka „strach i dezorientację”, jeśli są przekonani, że oglądają dziewczynkę, zaś „złość i zaskoczenie”, gdy myślą, że to chłopiec.
Chłopcom i dziewczynkom kupuje się inne ubrania, inne książki i zabawki, oczekuje się od nich także innych zachowań. Bajki, czytanki, filmy, reklamy oferują zupełnie inne wzorce bycia kobietą i mężczyzną. W ten sposób ludzie uczą się także, na jakie cechy ciała i wyglądu drugiej płci mają zwracać uwagę i kojarzyć je z atrakcyjnością.
W toku socjalizacji ludzie nabywają między innymi tożsamość płciową. Dwuletnie dzieci łatwiej rozpoznają płeć innego dziecka wówczas, gdy jest ono ubrane niż wtedy, gdy jest rozebrane, tak jak w anegdocie o chłopcu, który bawił się na plaży. Rodzice zapytali go, z kim budował zamek – z dziewczynką czy chłopcem. „Nie wiem, to dziecko nie miało ubranka” – odpowiedział.
Kultura konsumencka promuje pewien typ urody, traktowany jako piękny. Piękno nie ma być cechą biologiczną, ale jest odpowiednio wykreowane, do czego niezbędne są pewne zabiegi, kosmetyki, chirurgia plastyczna itp. Obecnie eksponowany jest również standard młodego i bardzo szczupłego ciała kobiet. Także Miss Ameryki są coraz chudsze, jeśli liczyć średnią wagę Miss w danej dekadzie od lat czterdziestych do lat osiemdziesiątych XX w. Powszechność przekonania, że szczupła figura jest kluczem do sukcesu, jest niejednokrotnie przyczyną zaburzeń psychicznych (patrz: jadłowstręt psychiczny).

#### Stereotypy płciowe

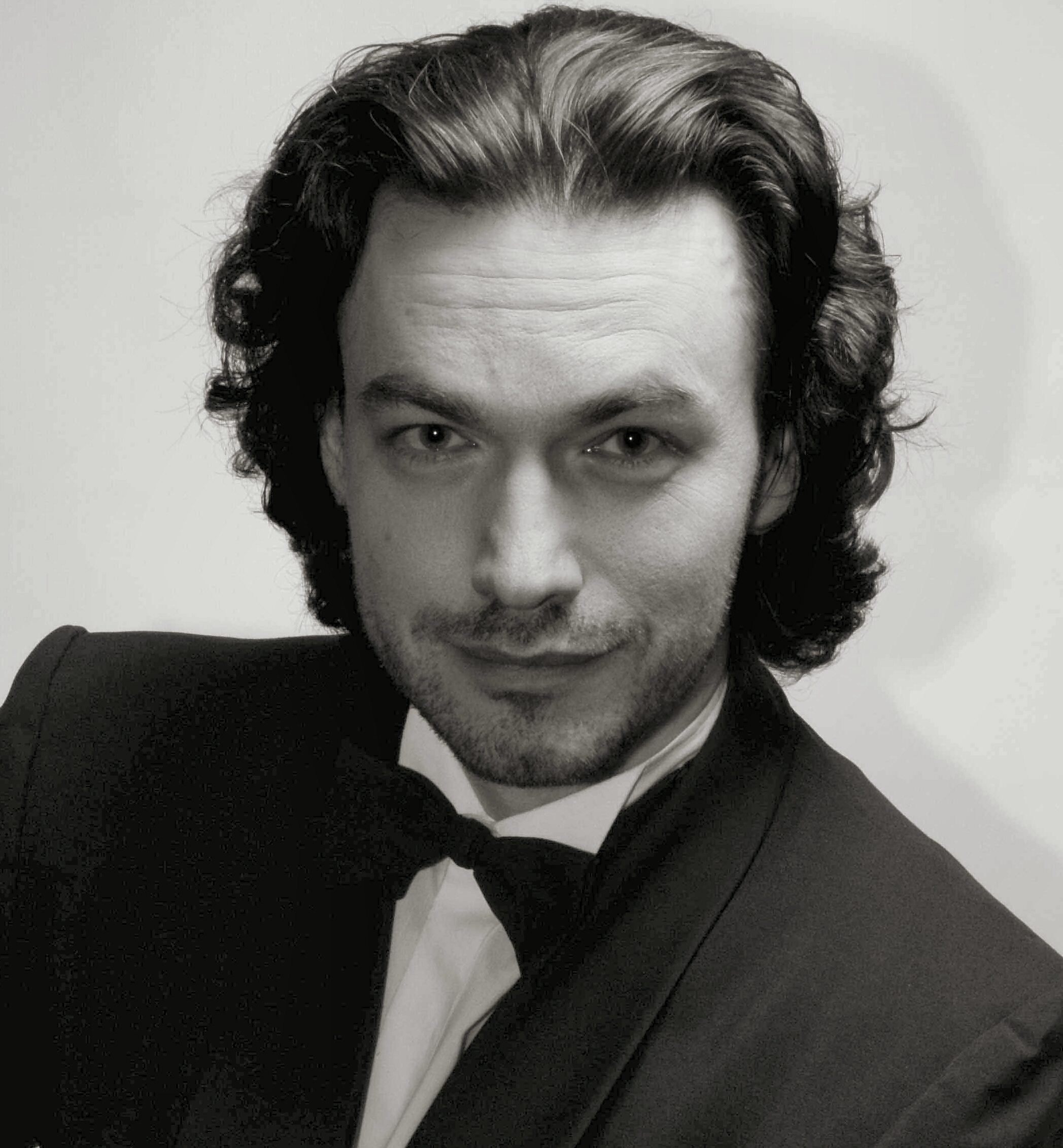
Polski pianista klasyczny Maciej Pikulski

Stereotyp płci to zespół przekonań, jakie cechy i zachowania są charakterystyczne dla każdej płci. Międzykulturowe podobieństwo stereotypów płciowych jest duże – badani z różnych krajów zgadzają się zwykle, jacy są (i powinni być) mężczyźni oraz kobiety. Stereotyp płci przekazywany jest między innymi w formie twarzyzmu.
Badanie. Analiza zdjęć w kolorowych magazynach i portretów namalowanych w ostatnich sześciu wiekach wykazała, że prawie 75% wizerunków mężczyzn koncentruje się na jego głowie lub samej twarzy. Wizerunki kobiet o wiele częściej koncentrują się na ciele. Jednocześnie okazuje się, że wyeksponowanie twarzy (np. na zdjęciu, portrecie) powoduje, iż przedstawiona osoba wydaje się nam bardziej inteligentna i ambitna w porównaniu z tą samą osobą przedstawioną wraz z resztą ciała.
Stereotyp płci wpływa na postrzeganie mężczyzny otoczonego przez piękne kobiety jako bardziej męskiego niż wtedy, gdy stoi on samotnie. Poprzez socjalizację łatwo jest wyjaśnić zmienność wzorców urody mężczyzn i kobiet w różnych kulturach oraz skłonność do deformowania ciała tak, aby pasowało do ustalonych wzorców. Trudniej jednak wyjaśnić dlaczego pewne cechy wyglądu są związane z urodą w różnych, także nie kontaktujących się ze sobą społecznościach.

### Teoria strukturalno-społeczna

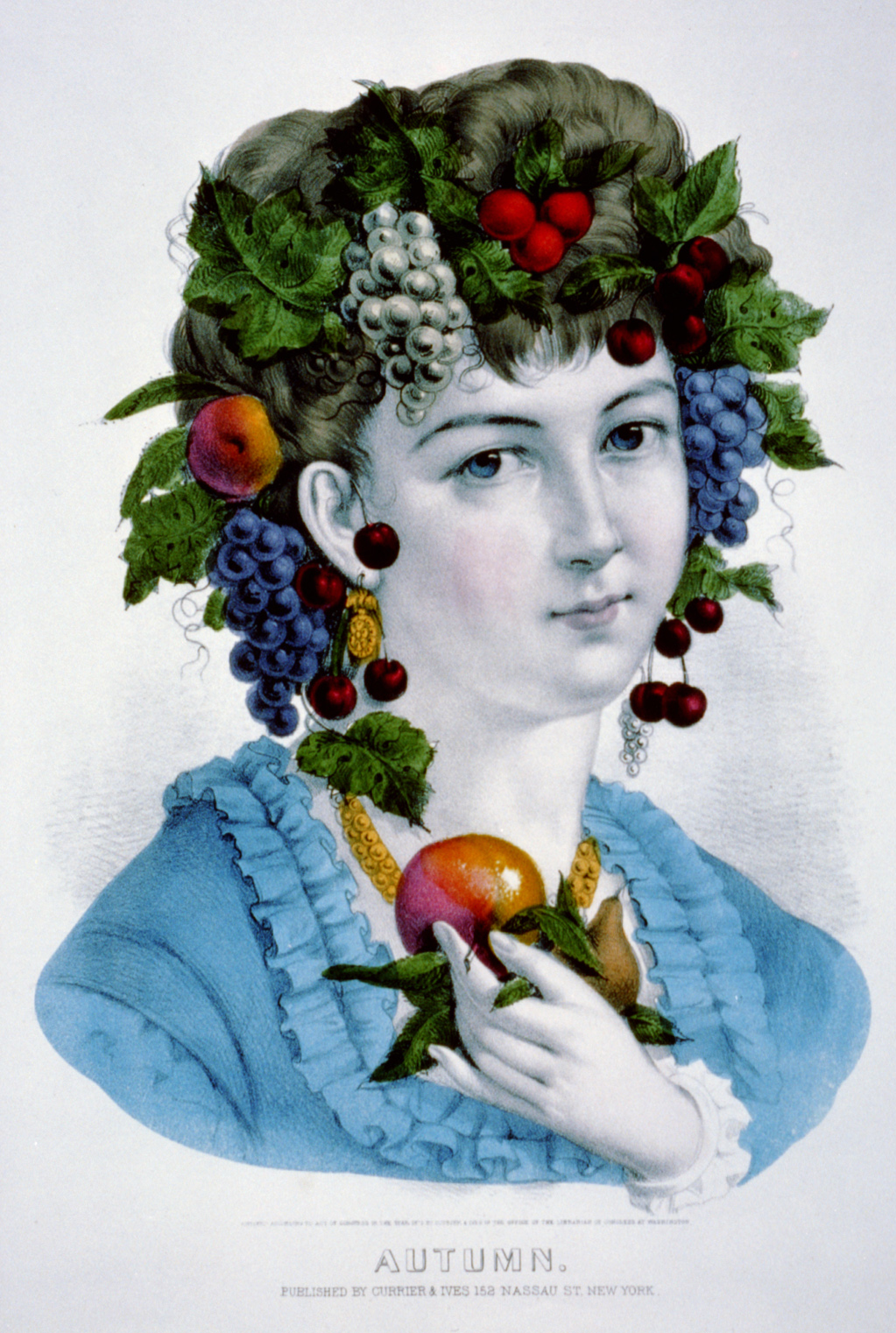
XIX-wieczna praca z Ameryki Północnej: zwracają uwagę wydatne oczy, małe usta (faworyzowane w niektórych społeczeństwach), podbródek oraz młodzieńcze cechy (małe ręce i okrągłe policzki).

Ta koncepcja odwołuje się do zróżnicowania roli mężczyzny i kobiety w strukturze społecznej. Tylko kobiety rodzą dzieci i karmią je piersią, zatem spędzają więcej czasu w domu. Mężczyźni mają więcej czasu na karierę i przebywanie w pracy, w związku z czym zajmują częściej kierownicze stanowiska, więcej zarabiają, są częściej awansowani itp. Role społeczne sprawiają, że każda z płci specjalizuje się w pełnieniu innych zadań, rozwija różne umiejętności i zdolności oraz dąży do maksymalizowania swojej skuteczności w odpowiednim obszarze.
Struktura społeczna prowadzi więc do odmiennego traktowania i postrzegania kobiet oraz mężczyzn. „Idealny mężczyzna” to taki, który dobrze pełni swoją rolę (dominujący, silny, wytrwały, inteligentny, ambitny itp.). „Idealna kobieta” to „idealna matka” (mniej ambitna, bardziej zainteresowana relacjami w rodzinie, mniej ekspansywna). Przekłada się to na preferowanie takich cech wyglądu, które kojarzą się z dobrym pełnieniem roli – gęste włosy, zaokrąglone biodra, wydatne piersi itd. u kobiet oraz siła fizyczna, skuteczność, zdrowie, dominacja itp. u mężczyzn.
Teorię tę potwierdza w pewnym stopniu odkrycie odmiennych preferencji w doborze partnera w społeczeństwach egalitarnych (tam gdzie zarobki kobiet i mężczyzn są zbliżone oraz jest większy odsetek kobiet będących na kierowniczych stanowiskach w biznesie i polityce). W takich społeczeństwach skłonność do wyboru przede wszystkim młodych i atrakcyjnych partnerek przez mężczyzn oraz zasobnych partnerów przez kobiety zanika.

## Wpływ wyglądu na relacje społeczne i zachowanie
Osoby urodziwe znacznie łatwiej zdobywają pracę, są także rzadziej z niej zwalniane. W miejscu pracy są częściej awansowane, nawet jeśli mają takie same (a niekiedy niższe) kwalifikacje. Otrzymują więcej spontanicznej pomocy od nieznajomych, choć jednocześnie rzadziej są proszone o taką pomoc. O wiele częściej umawiają się także na randki.
Bardzo silny i wyraźny jest związek między atrakcyjnością fizyczną a lubieniem – osoby atrakcyjne łatwo zyskują sympatię.
Już u niemowląt zauważyć można preferowanie ładnych twarzy. Dzieci dłużej przyglądają się fotografiom urodziwych osób. Może to oznaczać, że postrzeganie tego co atrakcyjne nie kształtuje się tylko i wyłącznie pod wpływem środowiska, ale jest cechą już wrodzoną. Bardzo wyraźne jest przedkładanie ładnych dzieci nad brzydkimi w przedszkolu. Z dziećmi ocenianymi przez sędziów kompetentnych jako ładne, inne dzieci chętniej i częściej się bawią, a także bardziej je lubią. Ładne dzieci zajmują wyższe pozycje w strukturze socjometrycznej grupy. W szkole podstawowej popularność ucznia w znacznej mierze zależy od jego atrakcyjności fizycznej.

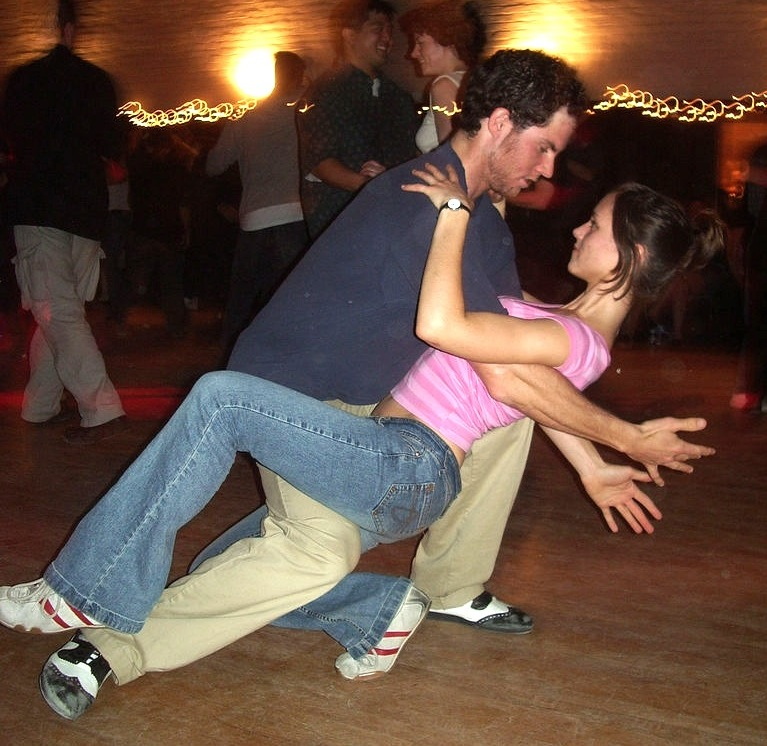
Pragnienie ponownego spotkania zależy w pierwszym rzędzie od wyglądu partnera.

Kobiety zwykle świadome są tego, że ich wygląd jest silnie powiązany z atrakcyjnością. 90% klientów klinik chirurgii plastycznej to kobiety. Istnieje jednak grupa mężczyzn równie silnie zainteresowana swoim wyglądem – zobacz metroseksualizm.
Eksperyment. W pewnym eksperymencie naturalnym z lat 80. XX wieku obserwowano osoby, które po raz pierwszy spotkały się na randce. Badacze wiedzieli, jakie cechy osobowości posiadają obie strony, oceniano także ich wygląd. W wyniku eksperymentu okazało się, że jedynym czynnikiem skorelowanym z wyrażeniem zainteresowania ponownym spotkaniem był wygląd. Jeśli osoba była atrakcyjna, druga strona chciała się ponownie spotkać. Żadne inne cechy osobowości (np. inteligencja, ekstrawersja, otwartość, dobre przystosowanie, kobiecość, męskość, szczerość, dominacja, uległość, zależność, niezależność itp.) nie korelowały z ochotą do ponownych spotkań. Zastanawiające było także to, że gdy badani byli proszeni o uzasadnienie swojego pragnienia, to wymieniali zwykle poczucie humoru, inteligencję, przyjacielskość, dobre zrozumienie itp., ale nie wymieniali atrakcyjności. Ten wynik interpretuje się jako niechęć do przyznania, iż wygląd zewnętrzny ma istotny wpływ na nasz stosunek do drugiej osoby.
Badania potwierdzają tę interpretację: ludzie nie są świadomi (lub tylko w niewielkim stopniu) tego, jak bardzo ich sądy o innych osobach zależą od ich atrakcyjności.

## Wpływ wyglądu na przypisywane cechy (atrybucję)

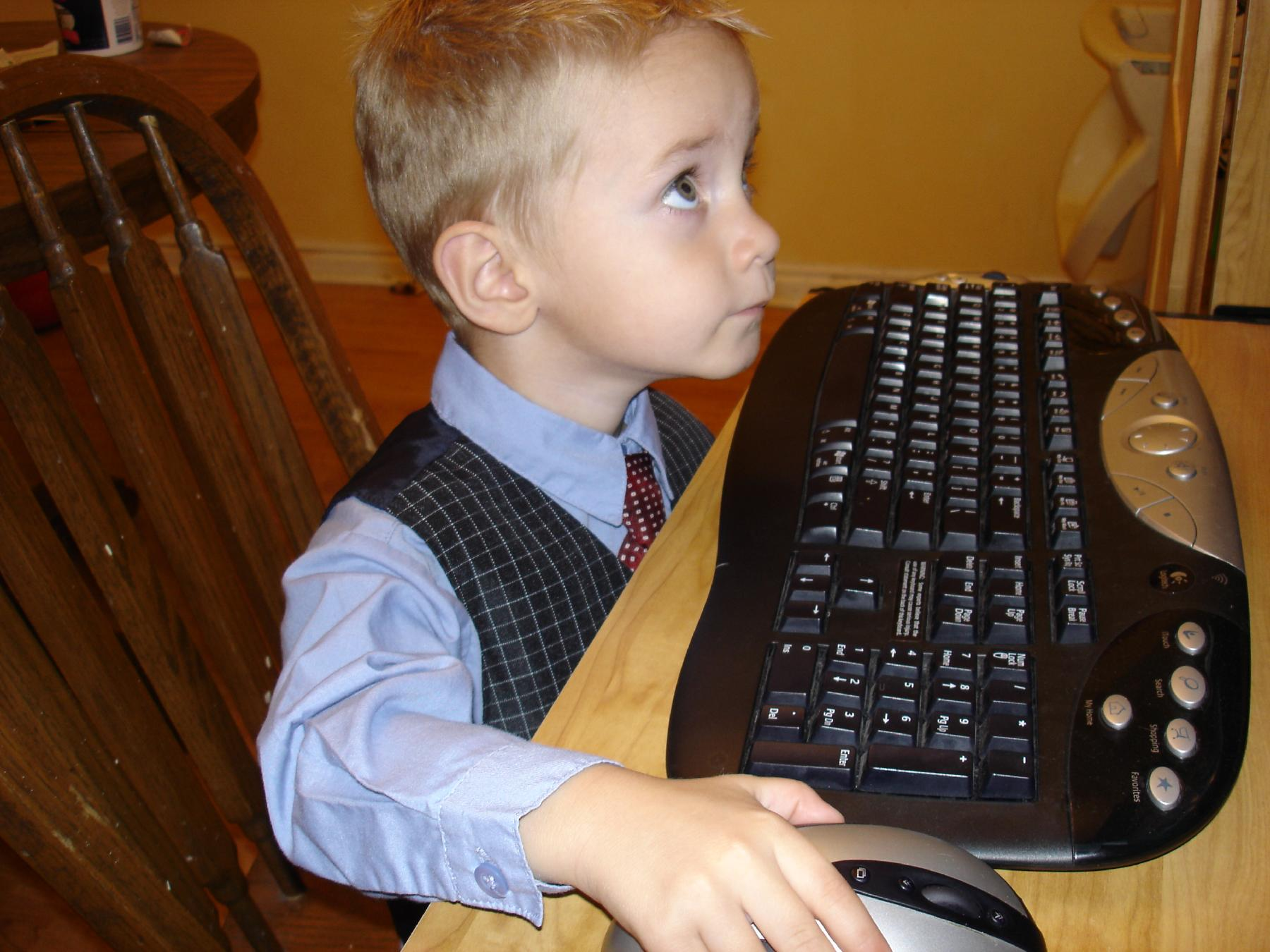
Ładnym ludziom przypisuje się inne cechy niż brzydkim. Stworzymy inne wyobrażenie o tym, co robi to dziecko, jeśli będzie ono brzydkie i brudne

Ludzie są zwykle przekonani, że osoby ładne są inteligentniejsze i szczęśliwsze niż brzydkie. Przypisuje się im także większą aktywność seksualną i towarzyską. Sądzi się, że mają na swoim koncie więcej sukcesów, są lepiej przystosowani, bardziej sprawni społecznie, zrównoważeni i niezależni.
Ogólnie rzecz biorąc, istnieje skłonność przypisywania osobom ładnym cech pożądanych i wysoko cenionych w danej kulturze. W kulturze zachodniej jest to np. inteligencja (mimo braku istotnej statystycznie korelacji między nią a atrakcyjnością), w kulturach kolektywistycznych skłonność do kooperacji i większa troska o innych.
Najsilniejszy i najbardziej zastanawiający związek wykryto między wyglądem fizycznym a przypisywaniem dobroci i zła. Ludzie ładni traktowani są jako dobrzy, a brzydcy jako źli („ładny=dobry”, „brzydki=zły”). Skłonność do przypisywania ludziom urodziwym dobroci jest potwierdzona przez wiele eksperymentów. Jest ona także znacznie silniejsza niż tendencja do przypisywania ludziom brzydkim złych cech moralnych.
Eksperyment. Nauczyciele proszeni byli o ocenę zachowania dziecka przedstawionego na zdjęciu. Dostarczono im krótki opis bójki, w którym dziecko przedstawione było jako prowokator. Niektórym nauczycielom wręczono zdjęcie ładnego, innym brzydkiego dziecka. Jeśli dziecko na zdjęciu wyglądało ładnie, nauczyciele przekonani byli, że bójka była jednorazowym wyskokiem, który prawdopodobnie był spowodowany przez sytuację (atrybucja sytuacyjna). Przewidywali także, że w przyszłości nie będzie się to powtarzać i deklarowali, że mogliby uczyć to dziecko w swojej klasie. Gdy do opisu bójki dołączone było zdjęcie brzydkiego dziecka, nauczyciele szukali przyczyn jego zachowania w złych i trwałych cechach charakteru (np. agresywności), czyli dokonywali atrybucji dyspozycyjnej. Sądzili także, że dziecko będzie powtarzać swoje zachowania w przyszłości i prawdopodobnie „źle skończy”. Zdecydowanie nie chcieli widzieć go w swojej klasie.
Eksperyment. Wiedząc o tym, że ludzie mają skłonność oceniać innych jako dobrych lub złych w zależności ich wyglądu, badacze sprawdzali, czy ma to wpływ na sędziów i ławę przysięgłych. Okazało się, że za te same przestępstwa przystojni przestępcy dostają przeciętnie dwa razy niższe wyroki. Są także dwa razy częściej zwalniani warunkowo niż przestępcy brzydcy. W innym badaniu okazało się, że przestępcy, których poddano operacji plastycznej przed opuszczeniem więzienia, znacznie rzadziej wracają do celi (nie stawali się recydywistami) niż ci, którzy przeszli tylko resocjalizację lub nie poddano ich żadnym zabiegom profilaktycznym (na marginesie: nie było istotnych różnic w odsetkach więźniów po resocjalizacji i tych, którzy jej nie przeszli).
Ciekawostki: w starożytnym Egipcie rozprawy sądowe odbywały się w całkowitych ciemnościach, tak aby sędzia nie widział przestępcy. Tylko dwa razy w historii USA wybory wygrał mężczyzna niższy wzrostem – wzrost jest u mężczyzn silnie skorelowany z oceną przystojności (zobacz więcej: wpływ autorytetu).

### Równoważność piękna i dobra w społecznym odbiorze

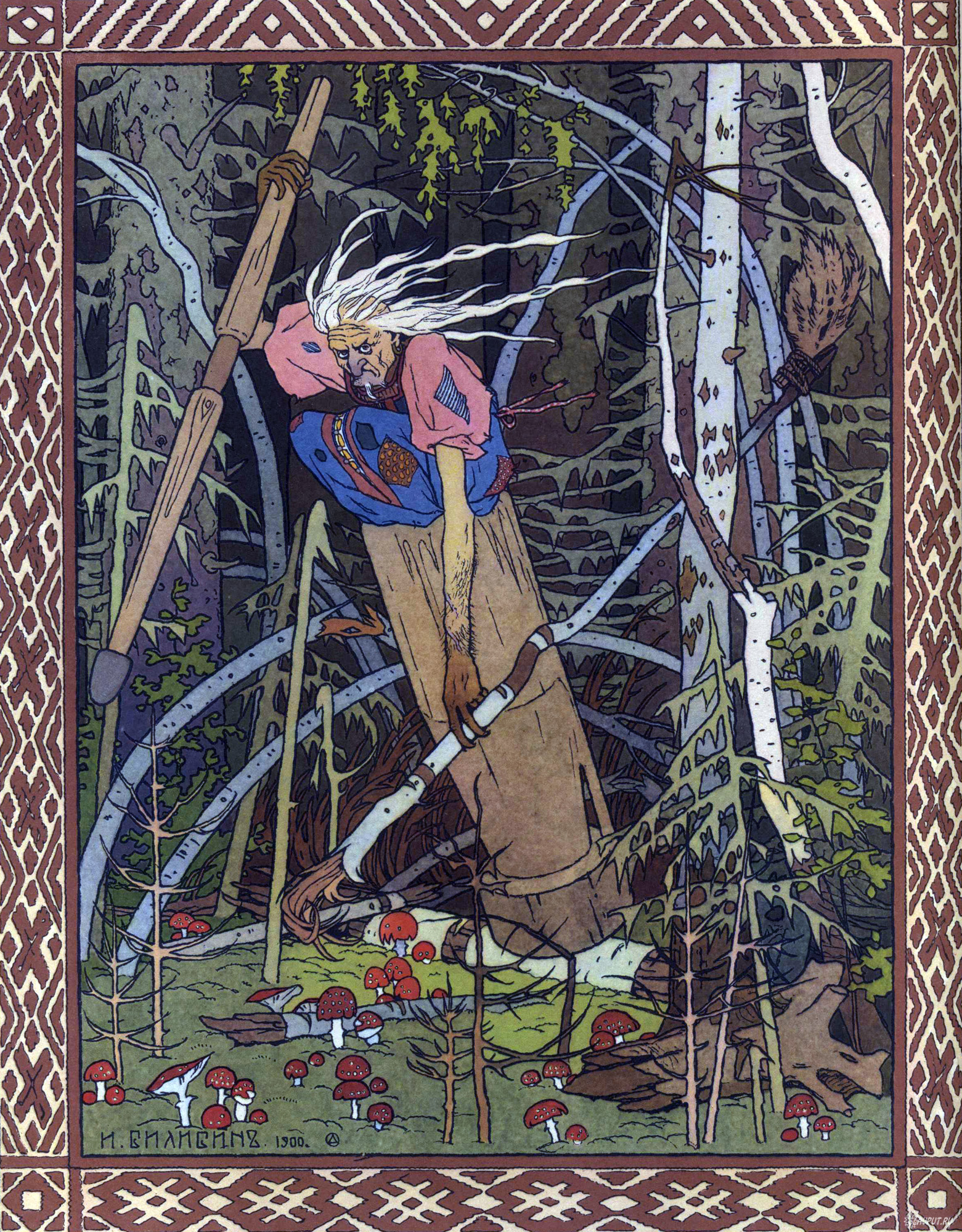
Stereotyp zła i dobra w baśniach: Baba Jaga jest brzydka i zła

Utożsamianie urody z dobrocią ma kilka przyczyn:
- Od wczesnego dzieciństwa ludzie są trenowani w skojarzeniu „piękne jest dobre”. Dobre postacie w bajkach dla dzieci (dobra wróżka, sprawiedliwy król) zwykle są urodziwe i zgodne z kanonem piękna, postaci złe (złe wiedźmy, złoczyńcy) mają twarze brzydkie, asymetryczne, brudne ciała, skrzywione postawy itp. Nawet jeśli pozytywny bohater jest brzydki, jest to skutkiem rzuconego zaklęcia (Piękna i bestia).
- „Czarny charakter” w filmie grany jest często przez mało atrakcyjnego fizycznie aktora. Szlachetne osoby są piękne. Niektórzy aktorzy ze względu na swoją aparycję zwykle obsadzani są w rolach psychopatów (np. James Woods).
- Dzieci naśladują zachowania dorosłych wobec innych. Zachowania dorosłych zaś zdeterminowane są w znacznym stopniu przez wygląd. W ten sposób dziecko (np. w przedszkolu) uczy się traktować inaczej osoby brzydkie i ładne (zobacz więcej: naśladowanie).
- W języku polskim traktuje się jako synonimy słowa „ładny” i „dobry” oraz „brzydki” i „zły” (np.: „Brzydko się zachowałaś!”).
- Efekt aureoli – atrakcyjność fizyczna oceniana jest dodatnio (brzydota zaś negatywnie) i traktowana jako jedna z ważnych cech drugiej osoby. Wywołuje to „efekt halo” – ludzie są skłonni przypisywać ładnej osobie również inne cechy pozytywne, brzydkiej zaś negatywne, bezpośrednio niezaobserwowane (zobacz więcej: efekt aureoli i podstawowy błąd atrybucji).
- Przyjemne pobudzenie emocjonalne (np. natury estetycznej), które pojawia się w kontakcie z atrakcyjną osobą, sprzyja postrzeganiu jej jako dobrej.
- Stereotypy. Uroda może być jednym ze sposobów klasyfikowania ludzi (ładni-brzydcy). Przypisanie jednej cechy uruchamia stereotyp, co ułatwia przypisanie urodziwej osobie także innych cech zawartych w stereotypie. Stereotyp osoby urodziwej zawiera przyjemny afekt i raczej dodatnie cechy osobowościowe, z wyjątkiem niżej opisanych.

Osobom atrakcyjnym przypisuje się także pewne negatywne cechy: większą próżność, zarozumiałość i niewierność partnerom. Są one także o wiele surowiej oceniane (np. w sądzie), jeśli w przestępstwie wykorzystywały swoją urodę (np. w celu oszustwa matrymonialnego) niż osoby o przeciętnej powierzchowności.

### Uroda i efekt Pigmaliona
Efekt Pigmaliona to zjawisko obiektywnego potwierdzania się błędnych przekonań pod wpływem zmiany zachowania, które wynika z owego błędnego przekonania.
Przykład. Osobom atrakcyjnym przypisuje się pozytywne cechy wewnętrzne, w wyniku czego podczas spotkania często jest się wobec tych osób milszymi i bardziej rozluźnionymi, okazuje się im sympatię. To sprawia, że osoby atrakcyjne odpowiadają również sympatycznym zachowaniem, potwierdzającym zwrotnie nasze przekonania o ich dobrych „z natury” cechach.
Eksperyment. Młodych mężczyzn proszono, aby rozmawiali przez telefon z kobietą. Badacze manipulowali jej wyglądem, dostarczając mężczyznom bądź zdjęcie ładnej, bądź nieatrakcyjnej rozmówczyni. Okazało się, że ci, którzy rozmawiali z rzekomo brzydkimi kobietami, byli przekonani, iż są one przeciętne pod względem różnych cech osobowości (towarzyskość, poczucie humoru, otwartość itp.) i nie wykazywali chęci spotkania jej twarzą w twarz. Mężczyźni przekonani, że rozmawiają z pięknymi kobietami twierdzili, że dobrze się im rozmawiało, przypisywali kobietom cechy zwyczajowo związane z urodą (większa towarzyskość, inteligencja itd.) oraz byli zainteresowani realnym spotkaniem.
W badaniu uzyskano także dodatkowy wynik. Rozmowy między kobietą i mężczyzną nagrywano, a następnie odtwarzano grupom innych ludzi z prośbą o ocenienie cech kobiety. Okazało się, że słuchacze mieli bardzo podobne wyobrażenie na jej temat, co mężczyźni prowadzący rozmowę telefoniczną. Oznacza to, że jeśli mężczyzna rozmawia z piękną kobietą, to tak prowadzi rozmowę, że pomaga jej pokazać się z najlepszej strony, tworząc akceptujący i miły klimat konwersacji. Podobnie mężczyźni, którzy byli przekonani, że rozmawiają z brzydką kobietą zakładali, że jest ona mało interesująca. W związku z tym nieco inaczej zadawali pytania, inaczej odpowiadali – tworzył się klimat utrudniający rozmówczyni ujawnienie swoich najlepszych stron.
Efekt Pigmaliona istotnie wpływa na przebieg rozmów kwalifikacyjnych w trakcie przyjmowania do pracy. Błąd pierwszego rzutu oka, który jest mocno uzależniony od wyglądu kandydata, staje się początkiem samospełniającej się przepowiedni.

## Związek atrakcyjności z samooceną i innymi cechami osobowości
Związek atrakcyjności fizycznej z poczuciem atrakcyjności jest najsilniejszy u kobiet. Kobiety w dużym stopniu wiążą wyobrażenie na swój temat ze swoim wyglądem. U mężczyzn atrakcyjność fizyczna jest słabiej związana z atrakcyjnością. Mężczyźni opierają samoocenę raczej o swoją sprawność. Chłopcy przede wszystkim o sprawność fizyczną, mężczyźni o sprawność seksualną i intelektualną.
Jednym z istotnych źródeł samowyobrażenia i samooceny jest tak zwane lustro społeczne, czyli z grubsza rzecz biorąc informacje, które otrzymuje się na swój temat od innych ludzi. Te komunikaty innych mogą być przekazywane werbalnie, ale bardzo często są niewerbalne. W związku z tym zasadne jest oczekiwanie wyższej samooceny u ludzi ładnych (czyli lepiej traktowanych) niż brzydkich (gorzej traktowanych).
Badania pokazały jednak, że nie istnieje żaden systematyczny związek między wyglądem (urodą) a cechami osobowości, także samooceną. Jedynym wyjątkiem są umiejętności społeczne i śmiałość w kontaktach społecznych (także seksualnych), która jest wyższa u osób urodziwych.
Być może przyczyną braku tego związku jest szczególny sposób interpretowania przyczyn uprzejmości, których osoby ładne doznają od innych: zdają sobie one sprawę z tego, że dobre traktowanie związane jest z ich atrakcyjnością, a nie osobowością.

## Atrakcyjność fizyczna a miłość i relacje długotrwałe
Jeśli istnieje możliwość wyboru dowolnie atrakcyjnego partnera ze świadomością, że może on się zgodzić bądź odmówić, to zwykle dobiera się osobę podobną pod względem atrakcyjności. Bardziej dopasowane pod względem atrakcyjności są pary małżeńskie niż pary zakochanych.
Satysfakcjonujące i trwałe związki łatwiej tworzą partnerzy dobrani pod względem wzajemnej atrakcyjności. Dotyczy to zarówno par ładnych, jak i brzydkich. Pary niedobrane pod względem wyglądu rozpadają się znacznie częściej. Okazuje się także, że zarówno mniej, jak i bardziej atrakcyjna osoba w takim „ukośnym” związku jest z niego niezadowolona.
Istnieją oczywiście szczęśliwe pary ludzi niepodobnych do siebie, ale zwykle jest tak, że partner wyglądający mniej korzystnie posiada inne przymioty, które kompensują jego gorszą aparycję. Na przykład młoda piękna kobieta poślubia starszego mężczyznę o wysokim statusie społecznym.

## Atrakcyjność jako towar
W kulturze konsumenckiej uroda jest traktowana jako towar. Media, reklamy promują pewien „modny” typ urody, który jest niezwykle trudny do osiągnięcia i wymaga wielu zabiegów pielęgnacyjnych (np. kobieta „musi” używać kosmetyków). Do jednego numeru Playboya wykonuje się ok. 6000 zdjęć. Jedynie kilkanaście zostaje opublikowanych. Mężczyźni oglądają więc najpiękniejsze kobiety w najlepszych ujęciach, wykonanych z użyciem nowoczesnych technik fotograficznych przez profesjonalnych fotografów, na ogół retuszowane. Obrazy te przedstawiają nierealne osoby w nierealnym otoczeniu.
Konsekwencją oglądania takich obrazów przez mężczyzn jest zmniejszone zadowolenie ze związku z aktualną partnerką, ocenianie swojego zaangażowania w związek jako mniejszego, wzrost akceptacji dla przemocy seksualnej oraz podwyższenie skłonności do instrumentalnego traktowania kobiet.
U kobiet oglądanie tego typu obrazów (np. w reklamach) prowadzi do usztywnienia negatywnych postaw wobec przemocy seksualnej.

## Uroda zależy nie tylko od ciała
Eksperyment
Jeden z eksperymentów ujawnił, że postrzeganie atrakcyjności fizycznej drugiej osoby zależy po części od tego, co do niej czujemy. Gdy obserwatorzy czują antypatię do osoby przedstawionej na filmie (na przykład dlatego, że wcześniej dostarcza się im negatywnych informacji o tej osobie), to oceniają ją jako mniej urodziwą niż gdy żywią sympatię.
Podobnie okazało się, że odkrycie podobieństwa między sobą a rozmówcą posiada moc podnoszenia oceny atrakcyjności fizycznej rozmówcy. Badania pokazują także, że „miłość jest ślepa” – osoby bardzo zakochane w partnerze mają skłonność oceniać innych przedstawicieli drugiej płci jako mniej atrakcyjnych niż osoby niezakochane.
Postrzegana atrakcyjność wyglądu partnera zależy także w pewnym stopniu od efektu kontrastu. Jeśli mężczyzna oglądał właśnie zdjęcia modelek, a następnie miał oszacować urodę „osoby z ulicy” lub własnej żony, to jego ocena była bardziej negatywna. Podobna zależność dotyczy oceniania własnej atrakcyjności fizycznej – po spotkaniu szczególnie urodziwej osoby ludzie wydają się sobie mniej atrakcyjni niż wtedy, gdy ta osoba jest brzydka.
Także odczuwanie pobudzenia seksualnego zwiększa ocenę atrakcyjności fizycznej drugiej osoby, pod warunkiem jednak, że nie jest zbyt długie ani związane z oglądaniem pornografii – w takich warunkach bowiem ocena się obniża.